# Майские ленты
«Ма́йские ле́нты» — российский четырёхсерийный мелодраматический телесериал, снятый режиссёром Валерией Гай Германикой. Показ состоялся на украинском телеканале «Интер» 18 октября 2014 года.

## Сюжет
Сериал рассказывает о любви и дружбе трёх женщин: Ольги — стоматолога, которая никак не может расстаться с бывшим мужем; Татьяны — главного редактора женского журнала и бизнесвумен; и Лены, работающей в фирме «Жена на час».

## В ролях
| Актёр             | Роль              |
| ----------------- | ----------------- |
| Клавдия Коршунова | Ольга             |
| Владимир Мишуков  | Руслан            |
| Арина Маракулина  | Татьяна           |
| Дарья Екамасова   | Лена              |
| Полина Виторган   | Лика дочь Татьяны |
| Артём Михалков    | Стефан отец Лики  |
| Даниил Белых      | Максим            |
| Евгений Митта     | Эдуард            |

| Актёр                 | Роль                     |
| --------------------- | ------------------------ |
| Иван Макаревич        | Багет парень Лики        |
| Фёдор Лавров          | Денис друг Руслана       |
| Анна Слю              | Женя любовница Руслана   |
| Агата Нигровская      | Эля секретарь Татьяны    |
| Варвара Назарова      | Тася медсестра в клинике |
| Александр Вартанов    | мужчина в клубе          |
| Ангелина Добророднова | Вика                     |
| Сергей Пахомов        | сторож                   |

## Создание
Телесериал назван в честь стихотворения «Майские ленты» Артюра Рембо. В интервью режиссёр сказала, что старалась делать акцент на операторской работе и визуальном решении, а не на истории.

## Саундтрек
Официально саундтрек был выпущен в виде мини-альбома только группой «Звери».
Когда ты разговариваешь на одном языке с человеком, то работать с ним несложно, — говорит Роман Билык о Валерии Гай Германике и опыте работы музыкальным продюсером, - У нас редко пишут музыку специально для кино или сериала. Обычно, как получается: приходят люди, берут уже известные песни и составляют из них саундтрек к фильму. Это в принципе работает. Но есть еще другая форма, когда музыка пишется специально и отвечает сюжету, идее и настроению кино. Поэтому я написал для сериала «Майские ленты» две песни, которые очень хорошо легли туда. — Роман Билык
Композиция «Оставь себе» с самого начала записывалась специально для сериала Германики. Чтобы более целостно вписываться в картину кинофильма.

### Список композиций
| №                   | Название            | Длительность |
| ------------------- | ------------------- | ------------ |
| 1.                  | «Intro»             | 4:44         |
| 2.                  | «Облака из папирос» | 3:29         |
| 3.                  | «Оставь себе»       | 3:34         |
| 4.                  | «Лучшее в тебе»     | 4:28         |
| Общая длительность: | Общая длительность: | 16:15        |

В телесериале также присутствовали другие композиции от разных исполнителей.
- Евгений Хавтан — «36.6» — 4:07
- Чичерина — «Поезда» — 3:15
- Louna — «Мама» — 3:58

## Отзывы
Сериал попал в список «10 лучших русских сериалов 2014 года» по версии журнала «Афиша».